# Žralok molucký
Žralok molucký (Carcharhinus amboinensis) je žralok z čeledi modrounovitých, vyskytující se v tropických vodách mezi 26° severní šířky a 26° jižní šířky od hladiny do hloubek 150 metrů.
Dosahuje délky mezi 2 až 2,5 metru s maximální velikostí 2,8 metru. Je živorodý, samci dosahují pohlavní dospělosti při velikosti cca 195 cm, samice při velikosti mezi 200–225 cm.
Pro svou velikost je tento druh pro člověka potenciálně nebezpečný, ale statistiky ISAF Floridského muzea neevidovaly (k roku 1998) žádný nevyprovokovaný či vyprovokovaný útok.